# 1967 en architecture
| Années de l'architecture : 1964 - 1965 - 1966 - 1967 - 1968 - 1969 - 1970    |
| Décennies de l'architecture : 1930 - 1940 - 1950 - 1960 - 1970 - 1980 - 1990 |

Cet article présente les faits marquants de l'année 1967 en architecture.

## Réalisations

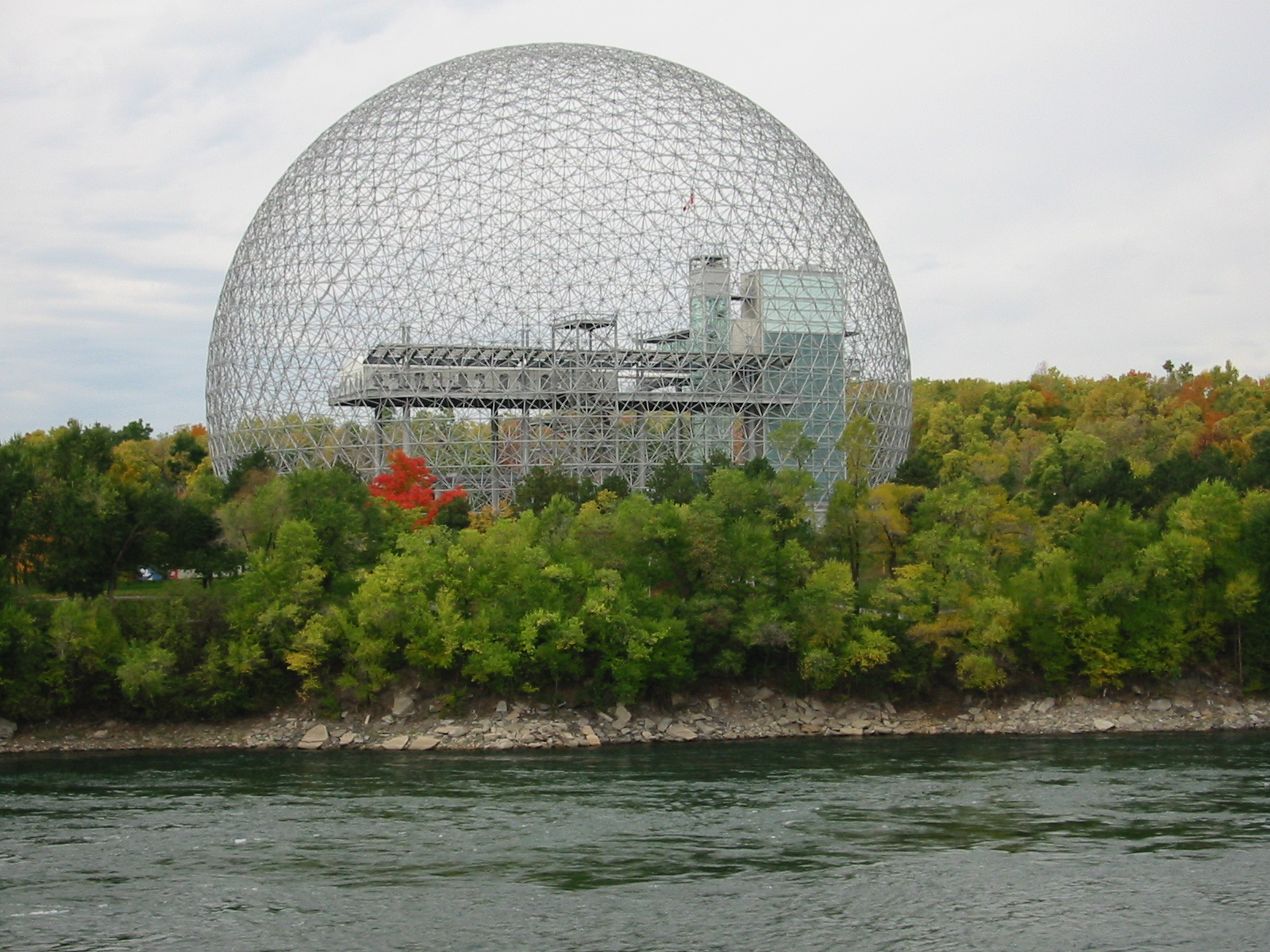
Dôme géodésique

- Bruxelles : achèvement de la Tour du Midi.
- Moshe Safdie construit Habitat 67 à Montréal.
- Richard Buckminster Fuller construit un dôme géodésique à Montréal.
- en Tunisie, la restauration de la grande mosquée de Kairouan débute[1].

## Événements
- 27 avril → 29 octobre : l'exposition universelle a lieu à Montréal.
- Création de "Ville-Est", la première appellation de ce qui va devenir la ville nouvelle de Villeneuve-d'Ascq dans la banlieue de Lille.

## Récompenses
- Prix de Rome : Daniel Kahane.
- Médaille Alvar Aalto : Alvar Aalto.

## Naissances
- x

## Décès
- Pierre Jeanneret.